# 科隆納家族
科隆納家族（義大利語：Colonna）或譯科隆那、柯隆那，是一個義大利貴族家族，在中古世紀和義大利文藝復興時期的羅馬擁有強大的勢力，該家族成員包括教宗馬丁五世、至少20位樞機以及多位政治領袖。該家族因與奧爾西尼家族——另一個羅馬強大家族的紛爭而為人所知，直到1511年由教宗儒略二世發布的一份教宗詔書後他們停止了鬥爭。1571年兩個家族的首領分別迎娶了西斯都五世的兩位姪女。科隆納在義大利語的意思為「柱子」，所以他們將柱子作為家族徽章。

## 家族歷史

### 早期
一般認為科隆納家族是圖斯庫盧姆伯爵格雷戈里奧三世的其中一個兒子皮埃特羅（Pietro，1099－1151）所衍生出來的分支，人稱科隆納的皮埃特羅（Pietro "de Columna"），名稱由來是他的領地，位於科隆納阿爾班山的科隆納堡（Castello Columna），Columna日後演變為家族姓氏Colonna。
家族於13世紀初遷至奎里納雷山下並在此定居。家族的第一位樞機是喬凡尼·科隆納·迪·卡爾博尼亞諾（Giovanni Colonna di Carbognano），他於1206年被任命為執事級樞機。多年以來，樞機喬凡尼·迪·聖保祿一直被認定為是科隆納家族第一個擔任樞機團長的成員，但現今學者已經確定這不是事實，因為這項假設的基礎，一份16世紀的文獻，已經被認定為是錯誤的了。
喬凡尼·科隆納·迪·卡爾博尼亞諾樞機的姪子，喬凡尼·科隆納（Giovanni Colonna，約1206－？），於1228年左右成為了道明會的一員，並在現今的聖湯瑪斯·阿奎那宗座大學的前身，羅馬聖撒比納聖殿學院接受神學及哲學的訓練。他為道明會在羅馬省的教會服務，並於1248年於阿納尼成為教會的領導並於1255年被任命為墨西拿教區大主教。
約於這個時候開始，科隆納家族與前任教宗切萊斯廷三世的奧爾西尼家族成為競爭對手。奧爾西尼是堅定的教宗派，而科隆納家族是皇帝派，這兩個家族的對立也間接增強了教宗國與神聖羅馬帝國之間的衝突。
1297年，家族一名叫做雅各布（Jacopo or Giacomo Colonna）的樞機，從他的其他兄弟奧托內（Ottone）、馬特奧（Matteo）、蘭道爾弗（Landolfo）手中強行剝奪了他們繼承的土地，他們三個向教宗博義八世上訴，教宗命令雅各布將土地歸還給他的兄弟並同時要求他將家族位於科隆納、帕萊斯特里納等地的堡壘交給教宗國，雅各布拒絕了，同年五月，教宗將雅各布從樞機團中除名並將他及往後四代子孫開除教籍。
對此決議不滿的科隆納家族（除了與教宗結盟的三兄弟外）宣稱博義八世三年前是用非法手段在雷定五世退位後取得教宗職位，這一爭端最後導致了戰爭，1297年9月，博義八世任命蘭道爾弗為教廷軍隊指揮官前去鎮壓企圖謀反的科隆納家族成員，蘭道爾弗成功擊潰反叛的勢力並將科隆納、帕萊斯特里納以及其他城市夷為平地。科隆納家族的土地被從新分配給蘭道爾弗及他忠誠的兄弟們，而支持雅各布的其他倖存家族成員則逃出了義大利。
然而教宗與科隆納其他家族成員的衝突並沒有因此結束，1302年，博義八世發布了一份教宗詔書，說明不論是精神或是世俗權力都在他本人的管轄範圍內，而國王們更是需要遵從教宗的命令，這令法蘭西國王腓力四世及他的首相紀堯姆·德·諾加雷特感到不快，並譴責教宗的這項聲明，不過教宗卻於隔年將他們兩個開除教籍。1303年9月7日，在腓力四世的支持下，紀堯姆及科隆納家族的夏拉·科隆納率兵突襲此時位於阿納尼的教宗，夏拉公開的賞了教宗一個耳光並將他監禁，博義八世於釋放不久後死亡，死因眾說紛紜。
夏拉因為在1328年將巴伐利亞公爵路易五世加冕為神聖羅馬帝國皇帝路德維希四世，為了紀念此事，科隆納家族被允許在他們的家族徽章上方加上帝國的皇冠。
科隆納家族在中世紀晚期善盡公民以及宗教的義務，1280年，家族成員方濟各會的瑪格麗塔·科隆納再用盡一生奉獻上帝和幫助窮人後去世，她於1848年被教宗庇護九世冊封為宣福。

### 文藝復興時期

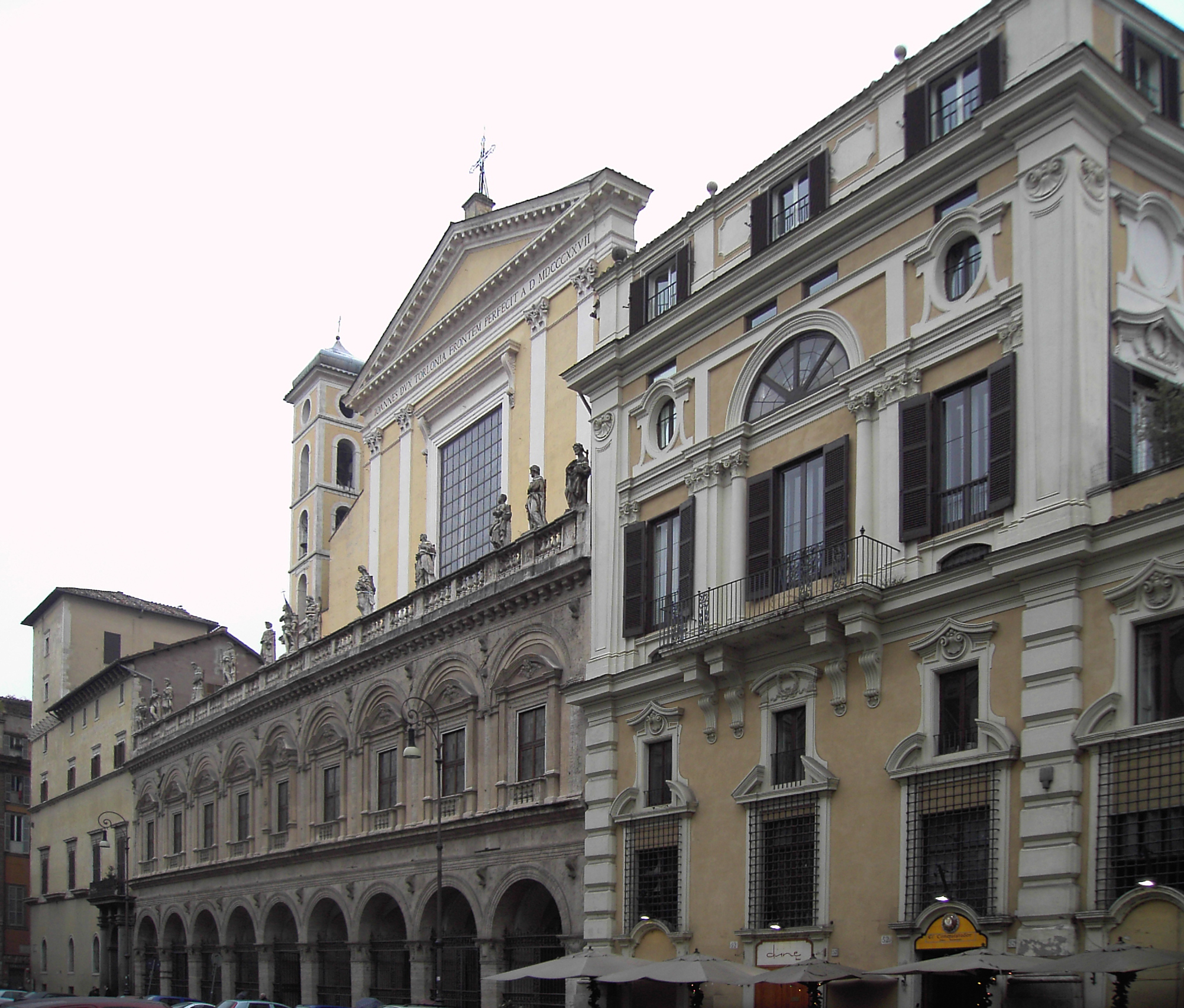
位於羅馬的科隆納宮現在的樣子

14世紀時，家族贊助拉特朗聖若望大殿的裝飾，最引人注目的就是它的馬賽克地板。
1314年，樞機埃吉迪奧·科隆納在法國去世，當時教廷已遷至亞維農，作為一個教會領袖，埃吉迪奧曾在巴黎於湯瑪斯·阿奎那門下學習，他成為了那個時代最具權威的思想家並擔任法國國王腓力五世的私人教師（1268－1314年11月29日）。
著名的詩人佩脫拉克是科隆納家族的好朋友，他與喬凡尼·科隆納 (樞機)特別要好，經常作為一個貴賓住在科隆納家族位於羅馬的宅邸，他創作了許多與科隆納家族特殊事件有關的十四行詩。
在此時期，科隆納家族開始宣稱自己是儒略-克勞狄王朝的後代，但有非常多義大利家族都曾經這樣宣稱過，如科隆納家族的對手奧爾西尼家族。
家族成員奧托內·科隆納於1417年成為了教宗馬丁五世，進一步提升了家族的勢力，馬丁五世結束了40年的天主教會大分裂，將教廷重新遷回羅馬並以高明的外交手段開始對羅馬進行真正的發展與重建，成為羅馬文藝復興舉足輕重、思想開明的代表。科隆納家族也於這個時期獲得帕利亞諾領主的頭銜，並持續佔有這個頭銜至今日。
在西斯都四世統治期間，他因與奧爾西尼家族結盟，兩個世仇家族的關係更加惡化，這一情況一直持續到1511年，當西斯都四世的姪子儒略二世作為居間調解者，兩個家族簽署和平合約並握手言和，結束了長達兩個世紀的鬥爭。
1527年爆發的羅馬之劫，由於家族成員彭佩歐·科隆納樞機身為帝國的指揮官之一，時任家族首領帕利亞諾公爵阿斯卡尼奧一世·科隆納的妻子阿拉貢的喬凡娜又是查理五世的遠房堂妹，家族位於羅馬的住所科隆納宮是少數未被洗劫與破壞的建築，甚至在此為3,000多名貴族、樞機提供庇護。阿斯卡尼奧公爵的姊姊維托麗婭·科隆納成為了16世紀最著名的女詩人之一。

### 近現代的歷史
1627年，菲力波一世·科隆納的女兒安娜·科隆納嫁給了教宗烏爾班八世的姪子，塔迪奧·巴貝里尼。
1728年，科隆納家族的卡爾博尼亞諾系將巴貝里尼加入他們的姓氏中，巴貝里尼是烏爾班八世的家族姓氏，由於巴貝里尼家族最後一位繼承者沒有男嗣，便藉由塔迪奧·巴貝里尼的曾孫女科妮莉亞·巴貝里尼（Cornelia Barberini）與朱利歐·切薩雷·科隆納·迪·夏拉（Giulio Cesare Colonna di Sciarra）的聯姻將家族姓氏得以延續。
科隆納家族從1710年開始成為世襲教會頭銜宗座助理親王，現任的親王是馬爾坎托尼奧·科隆納（Don Marcantonio Colonna，1948年出生）。
而家族另一個分支斯蒂利亞諾系目前的首領是斯蒂利亞諾親王普羅斯佩羅·科隆納·迪·斯蒂利亞諾（Don Prospero Colonna di Stigliano，1938年出生）。
家族位於羅馬的住所科隆納宮現今仍為家族所有，是少數撐過兩次世界大戰且從未易主過的貴族住所（如博爾蓋塞別墅及巴貝里尼宮皆於20世紀初期被國家收購），宮殿中設有科隆納美術館（Galleria Colonna）現於每週六上午對公眾開放。

## 主要成員列表

### 科隆納領主

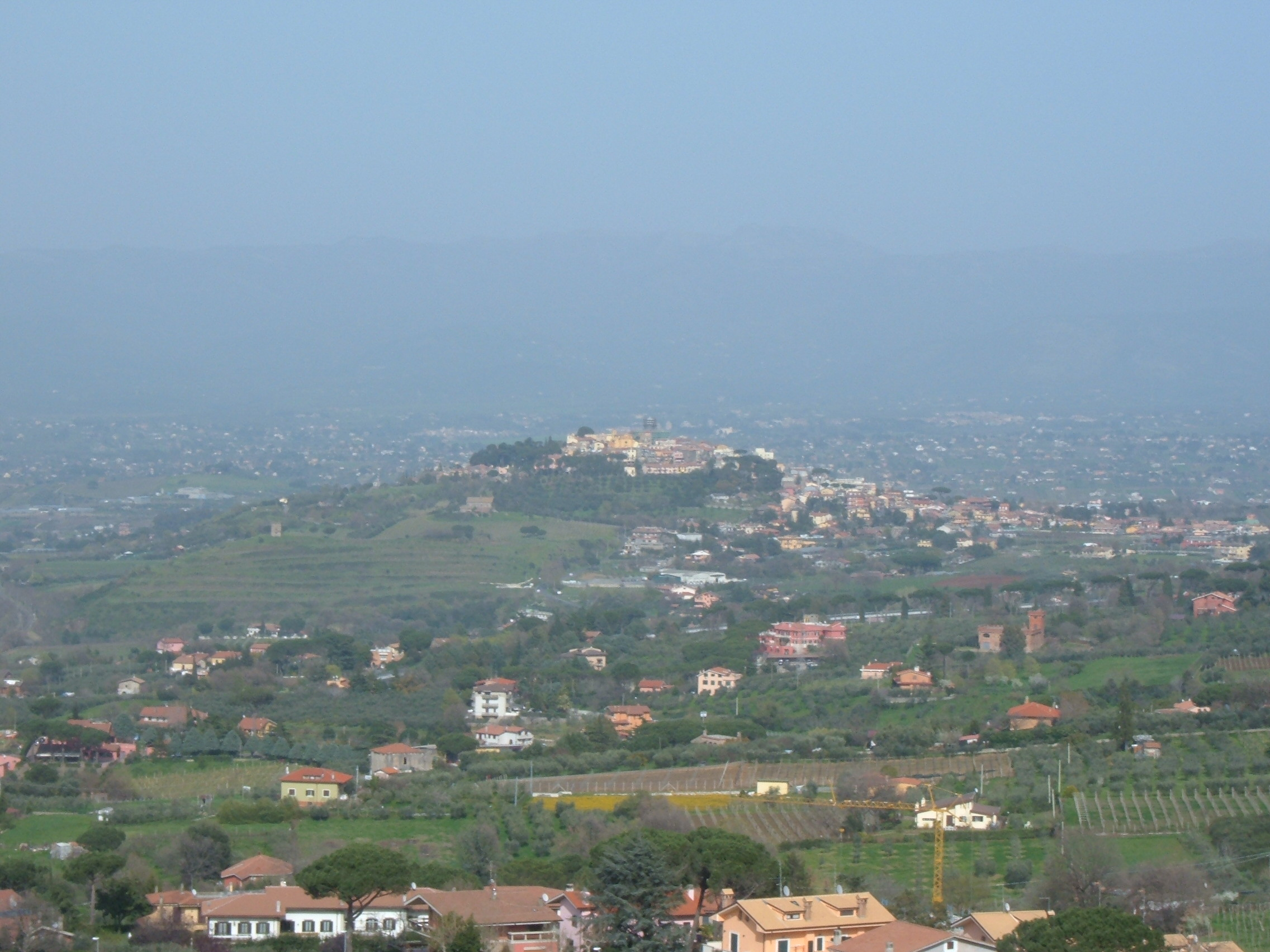
位於拉齊奧的科隆納

- 皮埃特羅·科隆納（Pietro Colonna，1078–1108）
- 皮耶羅·科隆納（Piero Colonna，死於1116年後）
- 奧托內·科隆納（Oddone Colonna，死於1151年後）
- 焦爾達諾·科隆納（Giordano Colonna，死於1188年後）
- 奧托內·科隆納（Oddone Colonna，死於1280年後）
- 喬凡尼·科隆納（Giovanni Colonna，死於1293）
- 阿加皮托·科隆納（Agapito Colonna，約死於1300）
- 老斯蒂法諾·科隆納（Stefano Colonna，約死於1349）

### 帕利亞諾領主、公爵及親王
- 羅倫佐·奧諾富里奧·科隆納（Lorenzo Onofrio Colonna，死於1423年）
- 安東尼奧·科隆納（Antonio Colonna，死於1471年）
  - 皮埃特羅·安東尼奧·科隆納（Pietro Antonio Colonna），安東尼奧的兒子。
- 馬爾坎托尼奧一世·科隆納（Marcantonio I. Colonna，1478–1522）
  - 普羅斯佩羅·科隆納（Prospero Colonna，1452－1523），安東尼奧的兒子。
- 韋斯帕夏諾·科隆納（Vespasiano Colonna，約1480–1528）
  - 奧多阿爾多·科隆納（Odoardo Colonna，死於1485年）
- 法布里奇奧一世·科隆納（Fabrizio I. Colonna，1460–1520），首任帕利亞諾公爵。
- 阿斯卡尼奧一世·科隆納（Ascanio I. Colonna，死於1557年）
- 馬爾坎托尼奧二世·科隆納（Marcantonio II. Colonna，1535–1584），首任帕利亞諾親王。
- 法布里奇奧·科隆納（Fabrizio Colonna，1557–1580）
- 馬爾坎托尼奧三世·科隆納（Marcantonio III. Colonna，1575–1595）
- 馬爾坎托尼奧四世·科隆納（Marcantonio IV. Colonna，1595–1611）
- 菲力波一世·科隆納（Filippo I. Colonna，1578–1639）
- 吉羅拉莫·科隆納（Girolamo Colonna，1604–1666）
- 馬爾坎托尼奧五世·科隆納（Marcantonio V. Colonna，1606或10–1659）
- 羅倫佐·奧諾弗里奧一世·科隆納（Lorenzo Onofrio I. Colonna，1637–1689）
- 菲力波二世·科隆納（Filippo II. Colonna，1663–1714）
- 法布里奇奧二世·科隆納（Fabrizio II. Colonna，1700–1755）
- 羅倫佐二世·科隆納（Lorenzo II. Colonna，1723–1779）
- 菲力波三世·科隆納（Filippo III. Giuseppe Colonna，1760–1818）
- 阿斯普瑞諾·科隆納（Aspreno Colonna，1787–1847）
- 喬凡尼·安德烈亞·科隆納（Giovanni Andrea Colonna，1820–1894）
- 馬爾坎托尼奧·科隆納（Marcantonio Colonna，1844–1912）
- 法布里奇奧·科隆納（Fabrizio Colonna，1848–1923）
- 馬爾坎托尼奧·科隆納（Marcantonio Colonna，1881–1947）
- 阿斯普瑞諾·科隆納（Aspreno Colonna，1916–1987）
- 馬爾坎托尼奧·科隆納（Marcantonio Colonna，1948年出生）

### 扎加羅洛公爵、加利卡諾親王

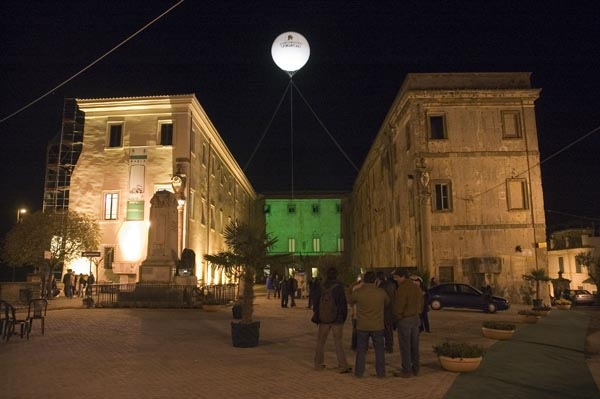
位於扎加羅洛的羅斯皮里歐西宮

- 吉羅拉莫·科隆納（Girolamo Colonna，死於1482年），他是帕利亞諾領主安東尼奧·科隆納（死於1471年）的私生子。
- 馬爾切洛·科隆納（Marcello Colonna，死於1526後）
- 卡米洛·科隆納（Camillo Colonna，死於1558年），第一代扎加羅洛公爵。
- 朋佩歐·科隆納（Pompeo Colonna，死於1584年）
- 馬齊奧·科隆納（Marzio Colonna，死於1601年後），第三代扎加羅洛公爵以及第一代加利卡諾親王。
- 皮埃爾弗朗切斯科·科隆納（Pierfrancesco Colonna）
- 朋佩歐·科隆納（Pompeo Colonna，死於1676年）

### 帕萊斯特里納領主及親王
[[File:Colonna Barberini Palace in Palestrina 3.JPG|右|缩略图|位於帕萊斯特里納的{{Tsl|it|Palazzo Colonna Barberini （Palestrina）|科隆納-巴貝里尼宮|200px]]

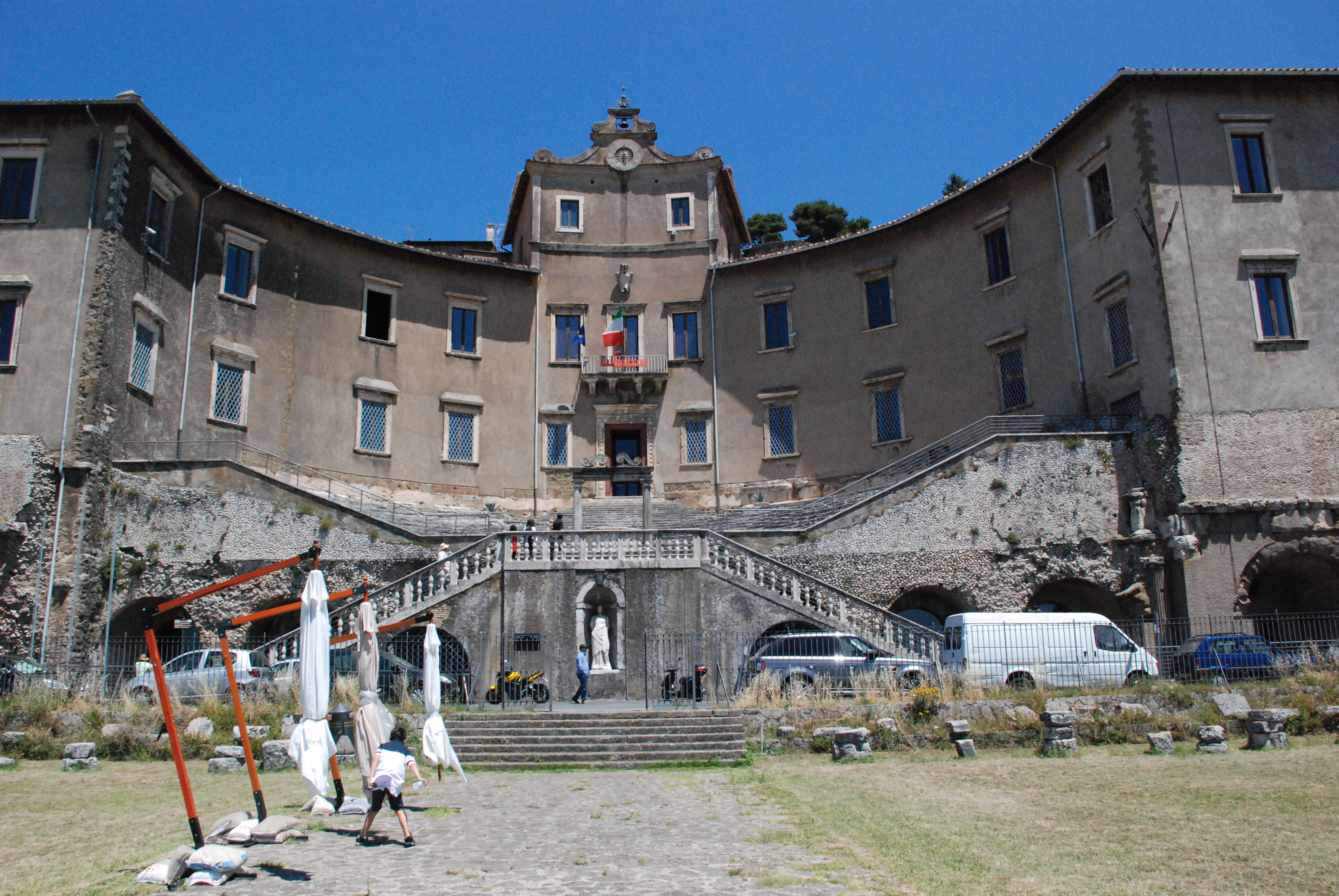
位於帕萊斯特里納的Tsl|it|Palazzo Colonna Barberini （Palestrina）|科隆納-巴貝里尼宮|200px

- 斯蒂法諾·科隆納（Stefano Colonna，死於1347年）
- 斯蒂法內羅·科隆納（Stefanello Colonna，死於1366或68年）
- 喬凡尼·科隆納（Giovanni Colonna，死於1413年）
- 尼可洛·科隆納（Niccolò Colonna，死於1410年）
- 雅各布·科隆納（Iacopo Colonna，約死於1431年）
- 斯蒂法諾·科隆納（Stefano Colonna，死於1433年）
- 斯蒂法諾·科隆納（Stefano Colonna，1433–1482或90）
- 弗朗切斯科·科隆納（Francesco Colonna，死於1538年）
- 斯蒂法諾·科隆納（Stefano Colonna，死於1548年）
- 朱利歐·切薩雷·科隆納（Giulio Cesare Colonna，死於1571年後）
- 弗朗切斯科·科隆納（Francesco Colonna，死於1636年），同時也是第一代卡爾博尼亞諾親王，他於1630年將帕萊斯特里納售予巴貝里尼家族。

### 卡爾博尼亞諾親王
- 弗朗切斯科·科隆納（Francesco Colonna，死於1636年）
- 朱利歐·切薩雷·科隆納（Giulio Cesare Colonna，1602–1681）
- 埃吉迪奧·科隆納（Egidio Colonna，死於1686年）
- 弗朗切斯科·科隆納（Francesco Colonna，1684–1750）
- 朱利歐·切薩雷·科隆納（Giulio Cesare Colonna，1702–1787），與第四代帕萊斯特里納女親王科妮莉亞·巴貝里尼（Cornelia Barberini）結婚，卡爾博尼亞諾系家族姓氏改為巴貝里尼-科隆納·迪·夏拉。
- 烏爾巴諾·巴貝里尼-科隆納·迪·夏拉（Urbano Barberini Colonna di Sciarra，1733–1796）
- 馬菲奧·巴貝里尼-科隆納·迪·夏拉（Maffeo Barberini Colonna di Sciarra，1771–1849）
- 馬菲奧·巴貝里尼-科隆納·迪·夏拉（Maffeo Barberini Colonna di Sciarra，1850–1925）
- 烏爾巴諾·巴貝里尼-科隆納·迪·夏拉（Urbano Barberini Colonna di Sciarra，1913–1942），沒有男嗣。
- 阿爾貝托·里阿里歐-斯福爾扎·巴貝里尼-科隆納·迪·夏拉（Alberto Riario Sforza Barberini Colonna di Sciarra，1937－2008），烏爾巴諾姊姊的養子，也是他的女婿，經由婚姻獲得頭銜，將家族姓氏改為里阿里歐-斯福爾扎·巴貝里尼-科隆納·迪·夏拉。
- 烏爾巴諾·里阿里歐-斯福爾扎·巴貝里尼-科隆納·迪·夏拉（Urbano Riario Sforza Barberini Colonna di Sciarra，1961年出生）

## 家族著名人物
- 真福瑪格麗塔·科隆納（1255－1280[1]）
- 夏拉·科隆納（1270－1329）：於1328年將巴伐利亞公爵路易五世加冕為神聖羅馬帝國皇帝路易四世。
- 斯蒂法諾·科隆納（1265－約1348）：一個中世紀羅馬有影響力的貴族。
- 奧托內·科隆納（Oddone Colonna，1368－1431）：於1417年被選舉為教宗馬丁五世。
- 喬凡尼·科隆納 （樞機）（英语：Giovanni Colonna （cardinal））（1295－1348）：亞維農教廷時期一位有影響力的樞機。
- 弗朗切斯科·科隆納（1433－1527）：道明會修士。
- 法布里奇奧·科隆納（約1450－1520）：義大利雇傭兵首領，著名女詩人維托麗婭·科隆納的父親。
- 維托麗婭·科隆納（1490－1547）：16世紀著名的女詩人。
- 普羅斯佩羅·科隆納（1452－1523）：是一名雇傭兵首領，法布里奇奧的堂弟。
- 朋佩歐·科隆納（1479－1532）：樞機，普羅斯佩羅的姪子，於1530－1532擔任那不勒斯總督（英语：List of viceroys of Naples）。
- 馬爾坎托尼奧一世·科隆納（1478－1522）：雇傭兵首領。
- 馬爾坎托尼奧二世·科隆納（1535－1584）：塔利亞科佐公爵、帕利亞諾親王。
- 皮羅·科隆納（1500－1552）：卡爾五世的軍隊隊長。
- 馬爾坎托尼奧五世·科隆納（1606或10－1659）：帕利亞諾親王。
- 羅倫佐·奧諾弗里奧一世·科隆納（1637－1689）：帕利亞諾親王，於1678－1681任阿拉貢總督（英语：List of viceroys of Aragon）。
- 圭多·科隆納·迪·帕利亞諾（英语：Guido Colonna di Paliano）（1908－1982）：前義大利外交官、歐盟執委會執委、北約副秘書長。

## 外部連結
- Colonna family （页面存档备份，存于） （英文）
- Palazzo Colonna official site （页面存档备份，存于） （意大利文）